# Cantó de Mormant
El cantó de Mormant és un antic cantó francès del departament del Sena i Marne, que estava situat al districte de Melun. Comptava amb 22 municipis i el cap era Mormant.
Al 2015 va desaparèixer i el seu territori va passar a formar part del cantó de Nangis.

## Municipis
- Andrezel
- Argentières
- Aubepierre-Ozouer-le-Repos
- Beauvoir
- Bombon
- Bréau
- Champdeuil
- Champeaux
- La Chapelle-Gauthier
- Clos-Fontaine
- Courtomer
- Crisenoy
- Fontenailles
- Fouju
- Grandpuits-Bailly-Carrois
- Guignes
- Mormant
- Quiers
- Saint-Méry
- Saint-Ouen-en-Brie
- Verneuil-l'Étang
- Yèbles

## Història
| Data d'elecció                           | Identitat           | Partit                      | Qualitat |
| ---------------------------------------- | ------------------- | --------------------------- | -------- |
| 1945-1955                                | Georges Pascon      | radical                     |          |
| 1955-19..                                | M. Nicolier         | Divers droite               |          |
| 19..-1967                                | Albert Hubschwerlin | SFIO                        |          |
| 1967-1973                                | M. Siméon           | Divers droite               |          |
| 1973-1998                                | Marc Bareyre        | MRG, després sense etiqueta |          |
| 1998-2004                                | André Berquier      | PS                          |          |
| 2004-2006                                | Roland Jedrzejezyk  | PS                          |          |
| 2006-2011                                | André Berquier      | PS                          |          |
| 2011-                                    | Christian Cibier    | PS                          |          |
| les dades anteriors no són pas conegudes |                     |                             |          |
|                                          |                     |                             |          |